# Ballester (planta)
El ballester o salicorn glauc (Arthrocaulon macrostachyum (Moric.) Piirainen & G.Kadereit, 2017), és un arbust de la família de les Amaranthaceae, generalment estès en sòls salins prop d'estanys i aiguamolls costaners. És una de les principals espècies que conformen la vegetació halòfita dels aiguamolls litorals.
Altres noms que rep aquesta planta són salicorn, salicòrnia, cirialera o mamellut.

## Descripció
L'hàbitat de la salicòrnia és molt semblant al dels seus congèneres i altres halòfits que s'instal·len en el mateix medi. Es confon fàcilment amb Salicornia fruticosa, de la qual es diferencia en pocs caràcters i amb la qual sovint s'associa. La planta té un aspecte cespitós, formant un arbust gruixut i ramificat irregularment a partir de la base. L'alçada, generalment d'uns quants decímetres, pot arribar als 80-100 cm. Les branques són articulades, lignificades, de consistència herbàcia i carnosa a les porcions terminals, amb articles d'aproximadament 1 cm de llarg. Les branques estèrils són generalment més llargues que les fèrtils.
Durant la plena activitat vegetativa, a l'hivern i la primavera, la planta presenta un color verd glauc (d'aquí el nom), mentre que a l'estiu i la tardor té un color vermellós.
Les fulles són oposades; aparentment absents, en realitat es redueixen a escates carnoses soldades per formar una beina que embolcalla la branca. El marge de la beina és més alt i lleugerament agut a l'àpex de les dues fulles, mentre que té forma de V oberta a la unió de les fulles.
Les flors són discretes i reunides en espiguetes de tres elements, inicialment de color groguenc i després foscos quan els fruits maduren. Les espiguetes s'insereixen dins les fossetes formades en els articles, dels quals, però, sobresurten de manera visible, i són portades per les branques fèrtils inserides a les branques de l'any anterior. El periant és reduït, les flors masculines estan equipades amb dos estams.
El fruit és una mica allargat, negre i brillant, completament envoltat pel periant, que esdevé carnós.

## Biologia
L'activitat vegetativa es concentra sobretot en les estacions més fresques (hivern i primavera), mentre que la floració dura de primavera a estiu.
És una planta típicament halòfila que acumula grans quantitats de sal a l'interior de les branques carnoses. En comparació amb S. fruticosa tolera una salinitat més alta i s'instal·la generalment en sòls impregnats d'aigua salada, amb una concentració de sal més alta que l'aigua marina.

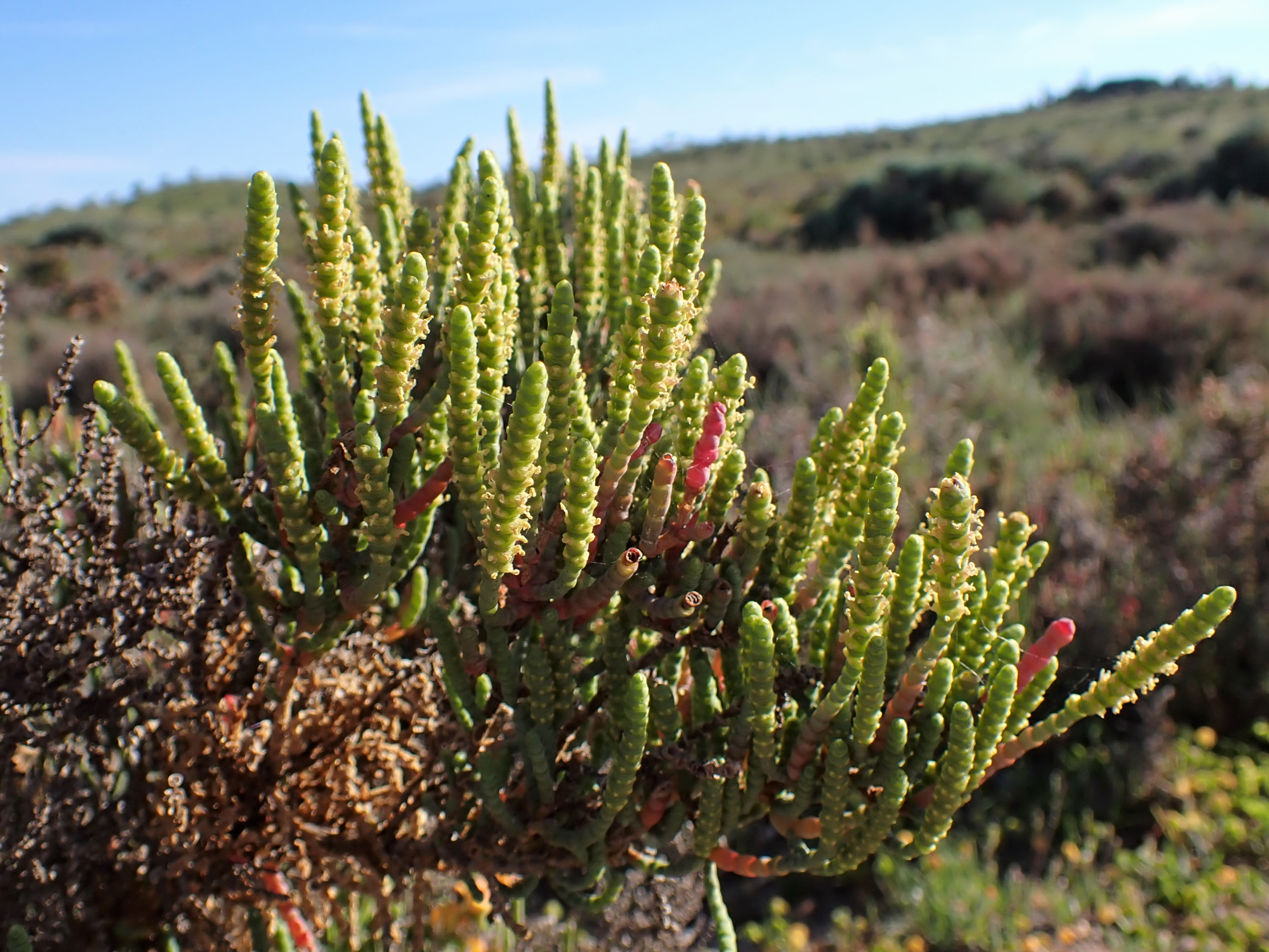
tiges portant les flors minúscules.
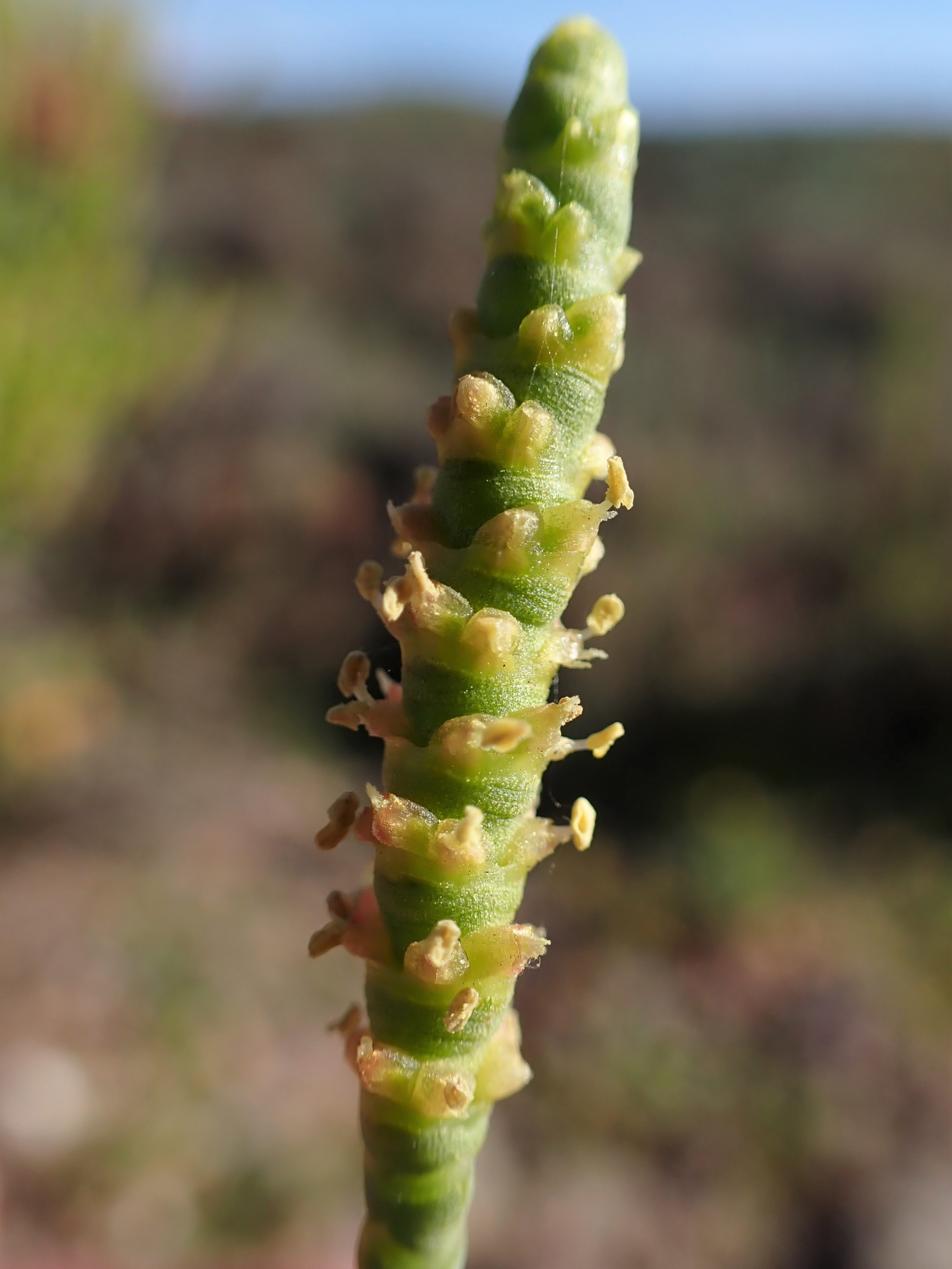
flors agrupades de 3 en 3, amb periant obpiramidal tridentat i 2 estams.
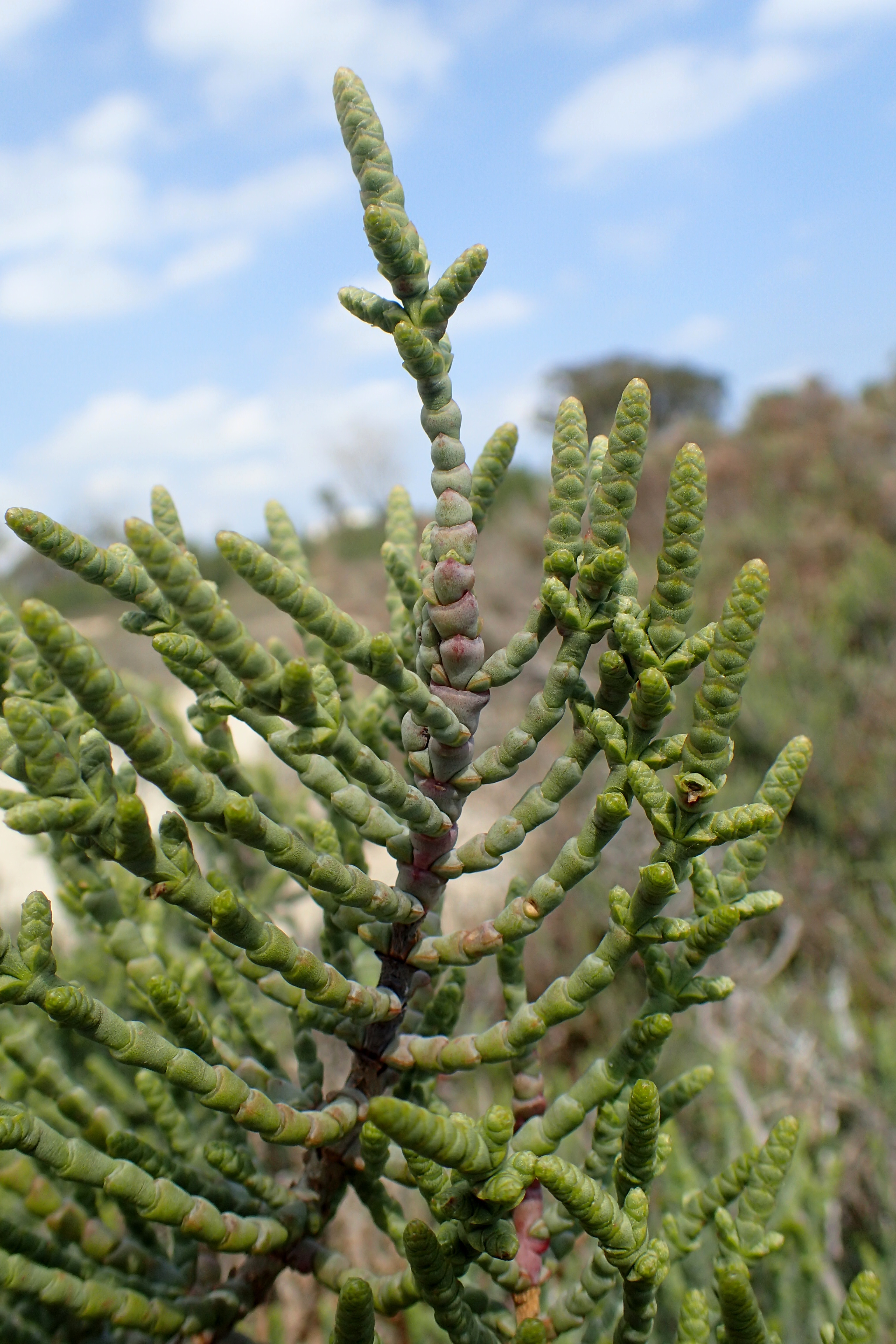
tiges típiques de les cirialeres.
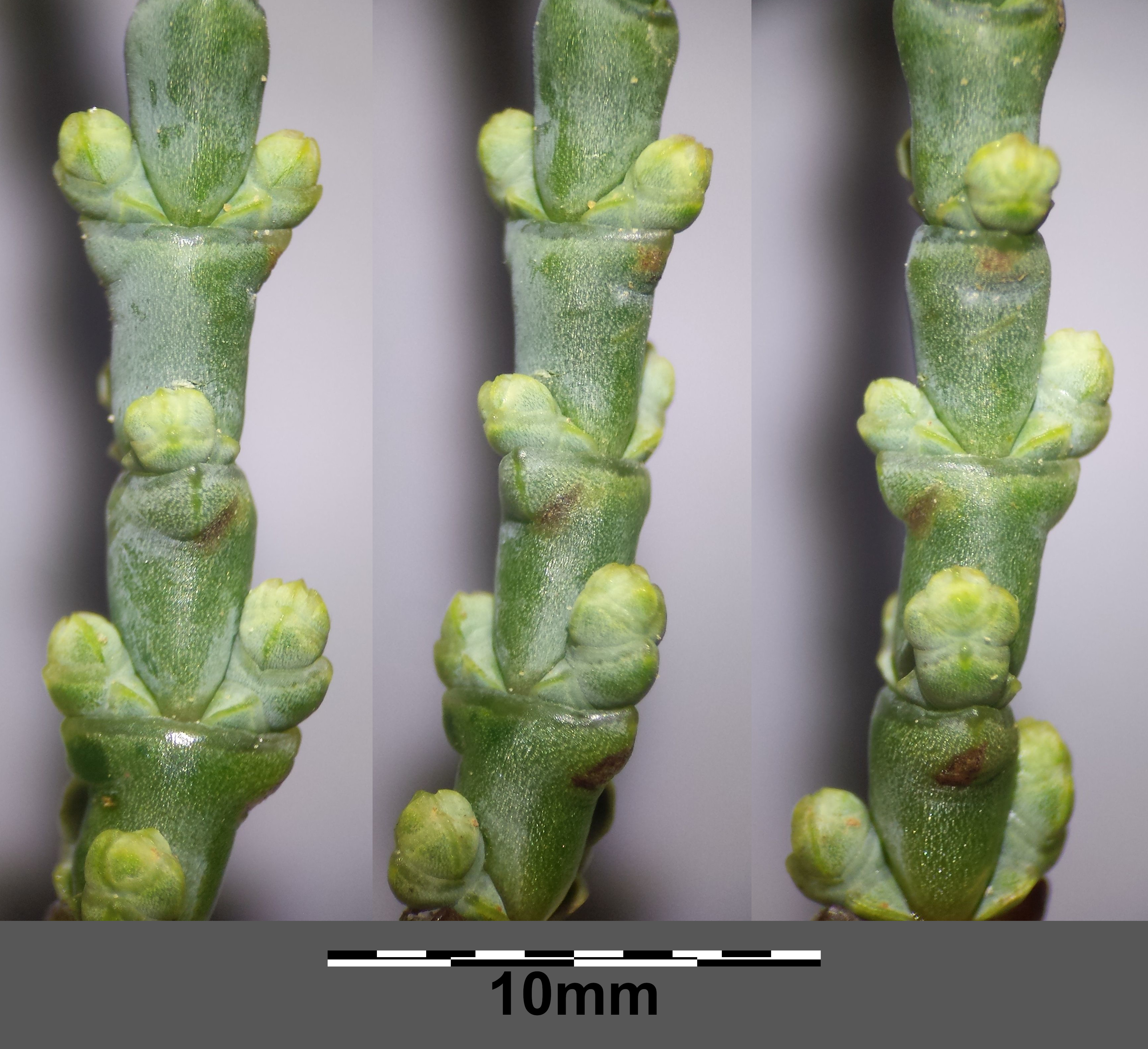
detall de la tija articulada.

## Distribució i hàbitat
La salicòrnia és una de les espècies més representatives de les zones humides costaneres en els ambients mediterranis. Està molt estesa per tota la conca mediterrània. A Itàlia creix per tota la costa adriàtica, de Trieste cap avall, a la costa tirrena, de Liorna cap avall i a les illes. Als Països Catalans es pot trobar al llarg del seu litoral, del Rosselló al Baix Segura i a les Illes Balears; també se l'ha trobat en alguns salobrars interiors, al Segrià.
L'hàbitat típic és representat pels sòls adjacents als aiguamolls salobres (estanys, pantans, llacunes), ocupa també zones subjectes a submersió temporal per aigües salines. Forma part d'unes praderies més o menys disperses, comunament anomenades salicornars, la composició de les quals varia segons l'estació, però generalment s'associa amb altres amarantàcies halòfites comunes i amb espècies d'altres famílies, sempre amb adaptacions a la salinitat.
Els salicornars, juntament amb els canyissars de zones afectades per una menor acumulació de salinitat, són els llocs de nidificació i refugi més importants de l'avifauna dels aiguamolls litorals. Els mateixos fruits del salicorn són utilitzats com a font d'aliment per diferents ocells.

## Taxonomia
El salicorn glauc és molt semblant a la Salicornia fruticosa, fins al punt que a principis del segle XIX se'n va determinar un individu com a Salicornia glauca Delile in Descr.(1813), que era un sinònim de Salicornia glauca Stokes (1812) (amb l'holotip que corresponia a un exemplar de S.fruticosa). Al considerar-los dos tàxons diferents, el nom científic de Alire Raffeneau-Delile passa a ser il·legítim ja que l'altre és anterior en el temps i per tant té prioritat segons les normes de la taxonomia.
El 1840 es considerava una simple varietat de la cirialera vera: Salicornia fruticosa var. pachystachya W.D.J.Koch. Però Alfred Moquin-Tandon va postular la separació d'aquesta espècie (i algunes altres) dins del nou gènere Arthrocnemum Moq. Moïse Étienne Stefano Moricand va proposar el sinònim Arthrocnemum macrostachyum (Moric.) K.Koch (1853) que ha estat vigent fins a finals del segle XX per a molts especialistes. Aquest és el criteri que segueix la Flora dels Països  Catalans.
Els treballs genètics i moleculars duts a terme pel Grup per a la filogènia de les angiospermes a principis del Segle XXI han demostrat que aquest gènere era parafilètic i van proposar per aquesta espècie el nom: Arthrocaulon macrostachyum (Moric.) Piirainen & G.Kadereit (2017).